# コディ・スミット＝マクフィー
コディ・スミット＝マクフィー（Kodi Smit-McPhee, 1996年6月13日 - ）は、オーストラリアの男優。

## 来歴
父のアンディ・マクフィーも俳優。エリック・バナと共演した『ディア マイ ファーザー』、ヴィゴ・モーテンセンと共演した『ザ・ロード』で知られ、後者では第15回放送映画批評家協会賞若手俳優賞にノミネートされた。

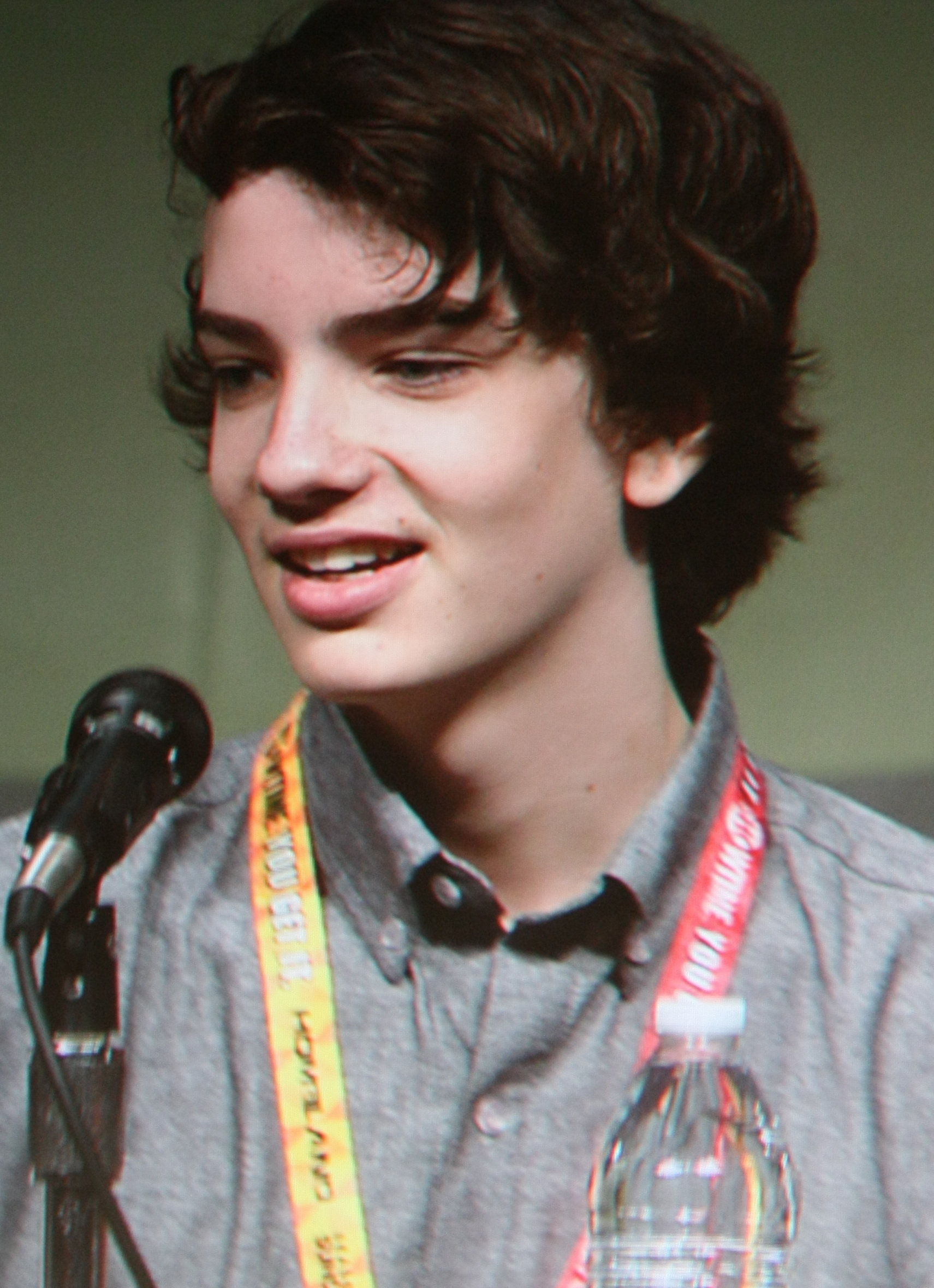
2012年、サンディエゴ・コミコンでのスミット＝マクフィー

『ウルヴァリン:X-MEN ZERO』では当初ヒュー・ジャックマン演じる主人公ジェームズ・ハウレット（ウルヴァリン）の少年時代に配役されていたが、『ザ・ロード』の撮影のため降板。代役はトロイ・シヴァンが務めた。なお、いずれの3人もオーストラリア人である。後に『X-MEN:アポカリプス』のカート・ワグナー / ナイトクローラーに配役された。
2010年10月1日に公開された『ぼくのエリ 200歳の少女』のリメイク『モールス』では主人公オーウェンの役を務めた。

## 主な出演作品

### 映画
- ディア マイ ファーザー Romulus, My Father （2007年）
- ザ・ロード The Road （2009年）
- モールス Let Me In （2010年）
- パラノーマン ブライス・ホローの謎 ParaNorman （2012年）
- コングレス未来学会議 The Congress （2013年）
- 猿の惑星: 新世紀 Dawn of the Planet of the Apes （2014年）
- マッド・ガンズ Young Ones （2014年）
- スロウ・ウエスト Slow West （2015年）
- X-MEN:アポカリプス X-Men: Apocalypse （2016年）
- デッドプール2 Deadpool 2 （2018年） ※カメオ出演（クレジットなし）
- アルファ 帰還りし者たち Alpha （2018年）
- X-MEN:ダーク・フェニックス Dark Phoenix（2019年）
- ルディ・レイ・ムーア Dolemite Is My Name （2019年）
- 2067 2067 （2020年）
- パワー・オブ・ザ・ドッグ The Power of the Dog （2021年）
- エルヴィス Elvis （2022年）

### テレビ
- インテロゲーション:尋問〜殺意の真相〜 Interrogation （2020年）